# Automne
Pour les articles homonymes, voir Automne (homonymie).
Cet article possède un paronyme, voir Oton.

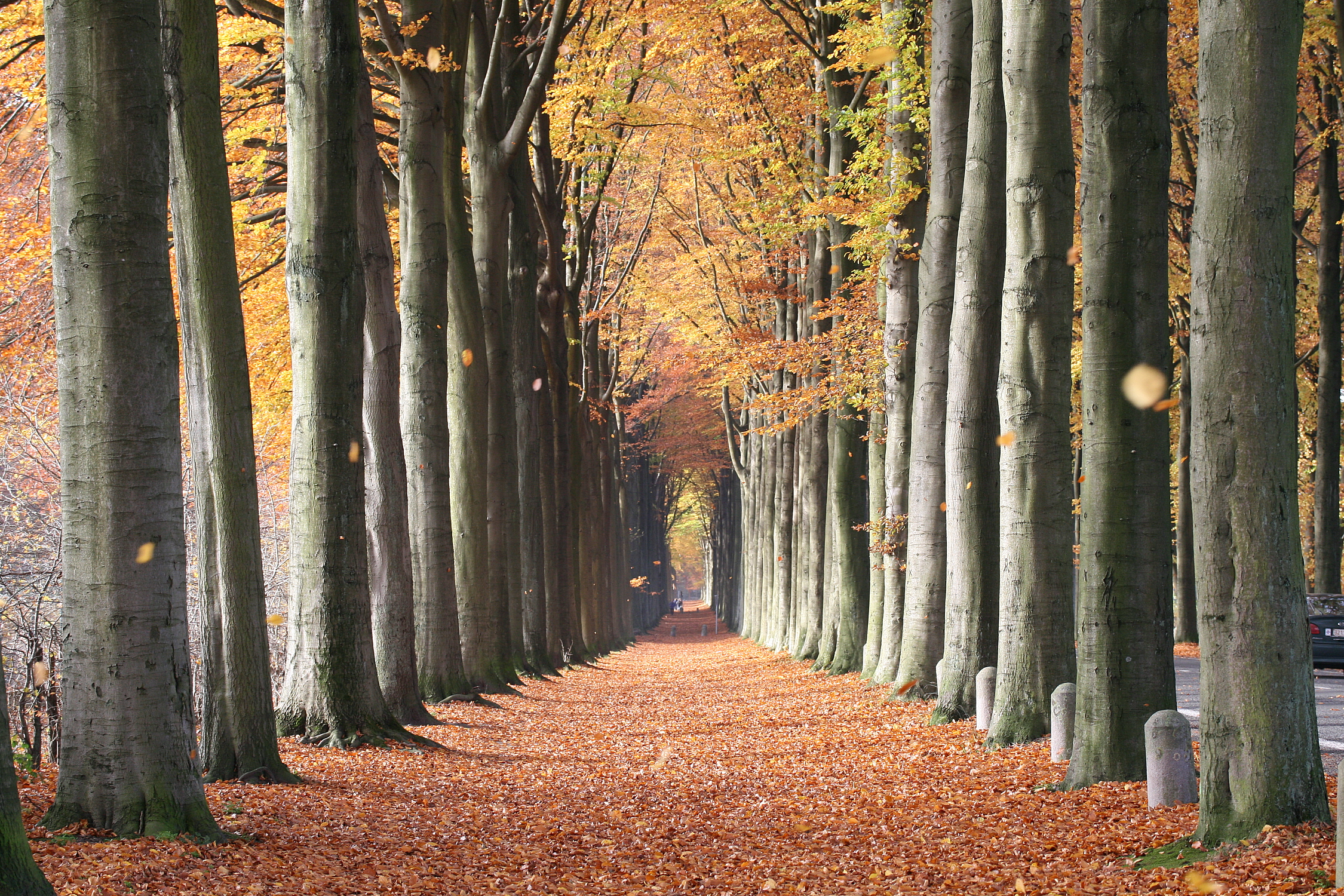
Allée de hêtres de la drève du Domaine de Mariemont en automne.

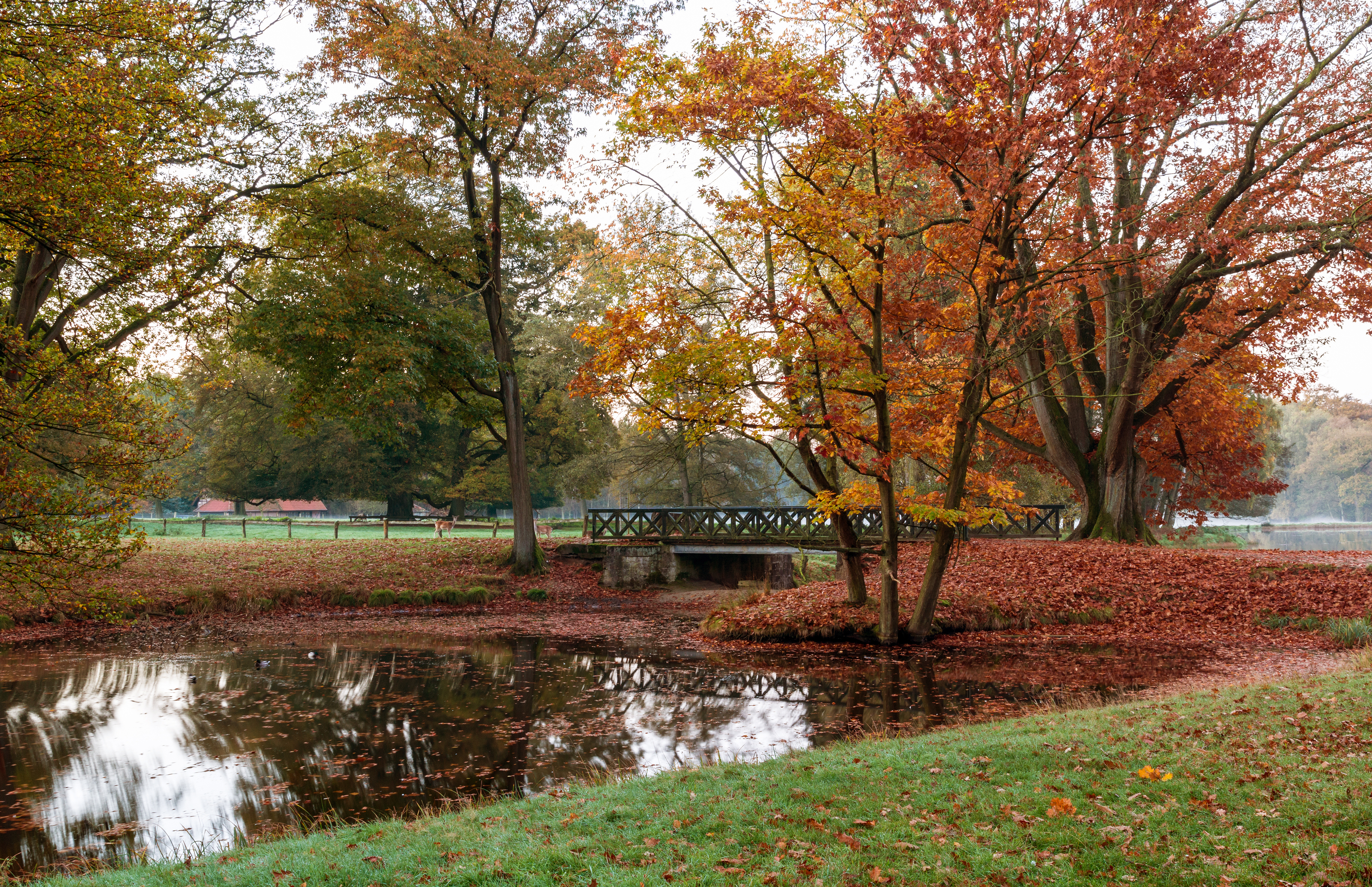
Parc à Dülmen en Allemagne.

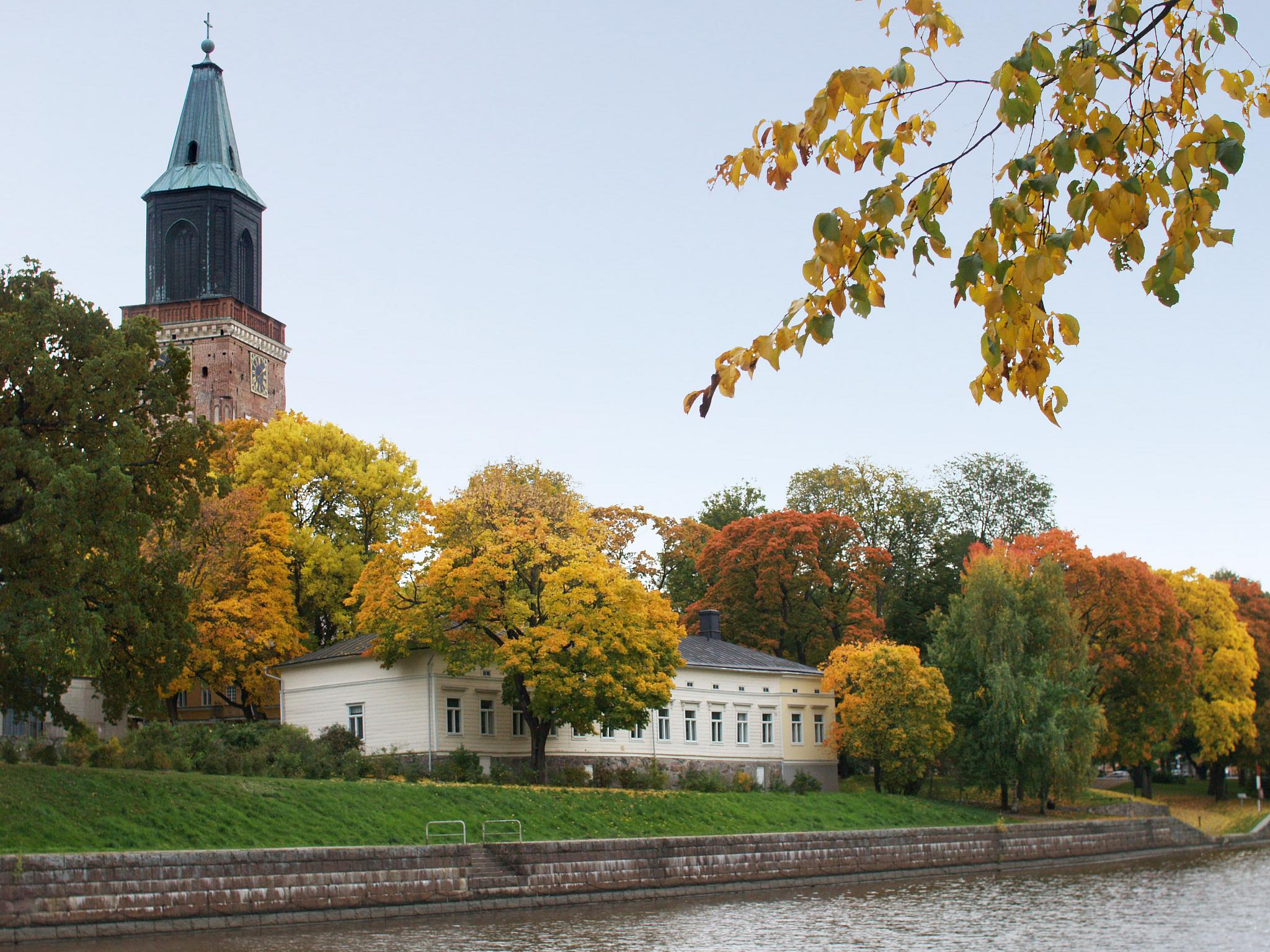
Vue d'automne le long de l'Aura à Turku, Finlande.

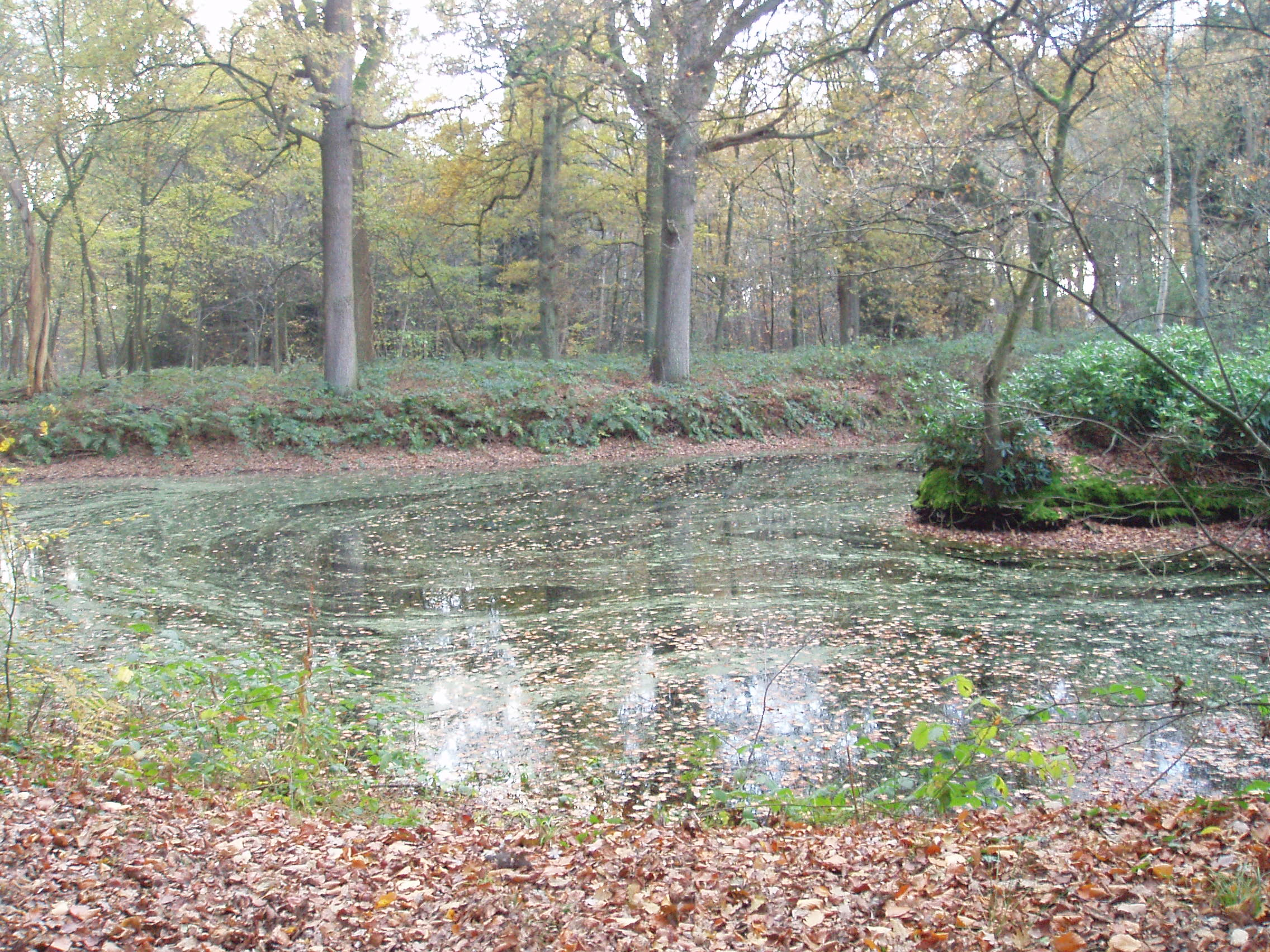
Ensemble naturel néerlandais.

L’automne est l'une des quatre saisons de l’année dans les zones tempérées. L'automne suit l'été et précède l'hiver.
Il existe plusieurs définitions de l'automne : astronomique, météorologique (demi-saison se trouvant entre les saisons chaude et froide), et calendaire (dont les dates varient selon les pays).
Dans l’hémisphère nord, l'automne se situe entre le troisième et le dernier trimestre de l'année ; dans l'hémisphère sud, il se situe entre le premier et le deuxième trimestre de l'année.
L'automne se caractérise par une baisse progressive des températures et un délai de plus en plus court entre le lever et le coucher du soleil. Cette saison est notamment marquée par un temps devenant progressivement plus nuageux, pluvieux et venteux, parfois neigeux en fin de saison. Mais l'automne peut encore donner de belles journées ensoleillées et douces notamment en début de saison. Plus tard dans la saison, jusqu'à la mi-novembre dans l'hémisphère nord ou jusqu'à la mi-mai dans l'hémisphère sud, après les premières gelées, peut se produire ou non selon les années une période de temps ensoleillé et radouci, qu'on appelle en Europe l'été de la Saint-Martin (fêté le 11 novembre) et en Amérique du Nord l'été indien.

## Étymologie
Le substantif masculin,,, « automne » est un emprunt tardif au latin autumnus,,,, substantif masculin, attesté depuis les Annales d'Ennius.

## Définitions

### Astronomique

Les saisons sur Terre.

Du point de vue astronomique, l'automne correspond à la période des jours intermédiaires, situés entre les jours les plus longs de l'année (saison de l'été) et les jours les plus courts de l'année (saison de l'hiver). Dans l'hémisphère nord, il s'étend du 7 août au 7 novembre. L'équinoxe d'automne (le 22 ou le 23 septembre et exceptionnellement le 21 ou 24 septembre) dans l'hémisphère nord représente donc le milieu de l'automne astronomique.
Les saisons étant inversées dans l'hémisphère sud, l'automne astronomique dit austral va du 7 février au 7 mai, l'équinoxe d'automne austral se situant vers le 20 ou le 21 mars.
Lors de l'équinoxe, pour un bref moment, la terre dans son orbite présente au soleil son axe de rotation de façon que les deux pôles soient exposés exactement de la même façon, et donc la terre entière connaît ce jour-là une durée de jour et de nuit égale.

### Météorologique
Du point de vue météorologique, l'automne est une demi-saison se situant entre la saison chaude et la saison froide. Dans l'hémisphère nord, l'automne boréal comprend donc les mois de septembre, octobre et novembre, soit pour les météorologues du 1er septembre au 30 novembre.
Dans l'hémisphère sud, ce découpage correspond à la saison de printemps, l'automne austral est inversé, se situant donc en mars, avril et mai.

### Calendaire
Les dates officielles de début et de fin de l'automne peuvent varier selon les cultures et les pays. Dans le calendrier français, tout comme en Amérique du Nord, la date du début de l'automne correspond à l'équinoxe d'automne (le plus souvent les 22 ou 23 septembre selon les années) et se termine au début du solstice d'hiver (21 ou 22 décembre). Dans le calendrier républicain français, l'automne était la première saison de l'année et comprenait les mois de vendémiaire, brumaire et frimaire. Ces saisons calendaires sont donc en décalage par rapport aux saisons astronomiques et météorologiques. La référence au fait astronomique est devenue la seule norme internationale puisque basée sur un phénomène observable dont on peut situer la date et l'heure pour des années à venir.
Dans d'autres pays, par exemple en Russie, l'automne calendaire commence le 1er septembre, et correspond au début de l'automne météorologique.
Dans le calendrier chinois traditionnel, il commence vers le 7 août.
Dans le calendrier tibétain, l'automne comprend les 7e, 8e et 9e mois. Dans ce calendrier, l'équinoxe d'automne se produit au milieu de la saison, le 15e jour du 2e mois de l'automne.

## Caractéristiques

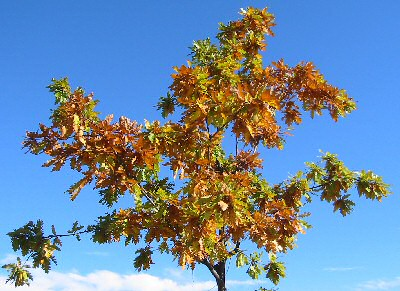
Feuilles de chêne chevelu en automne à Toulouse.

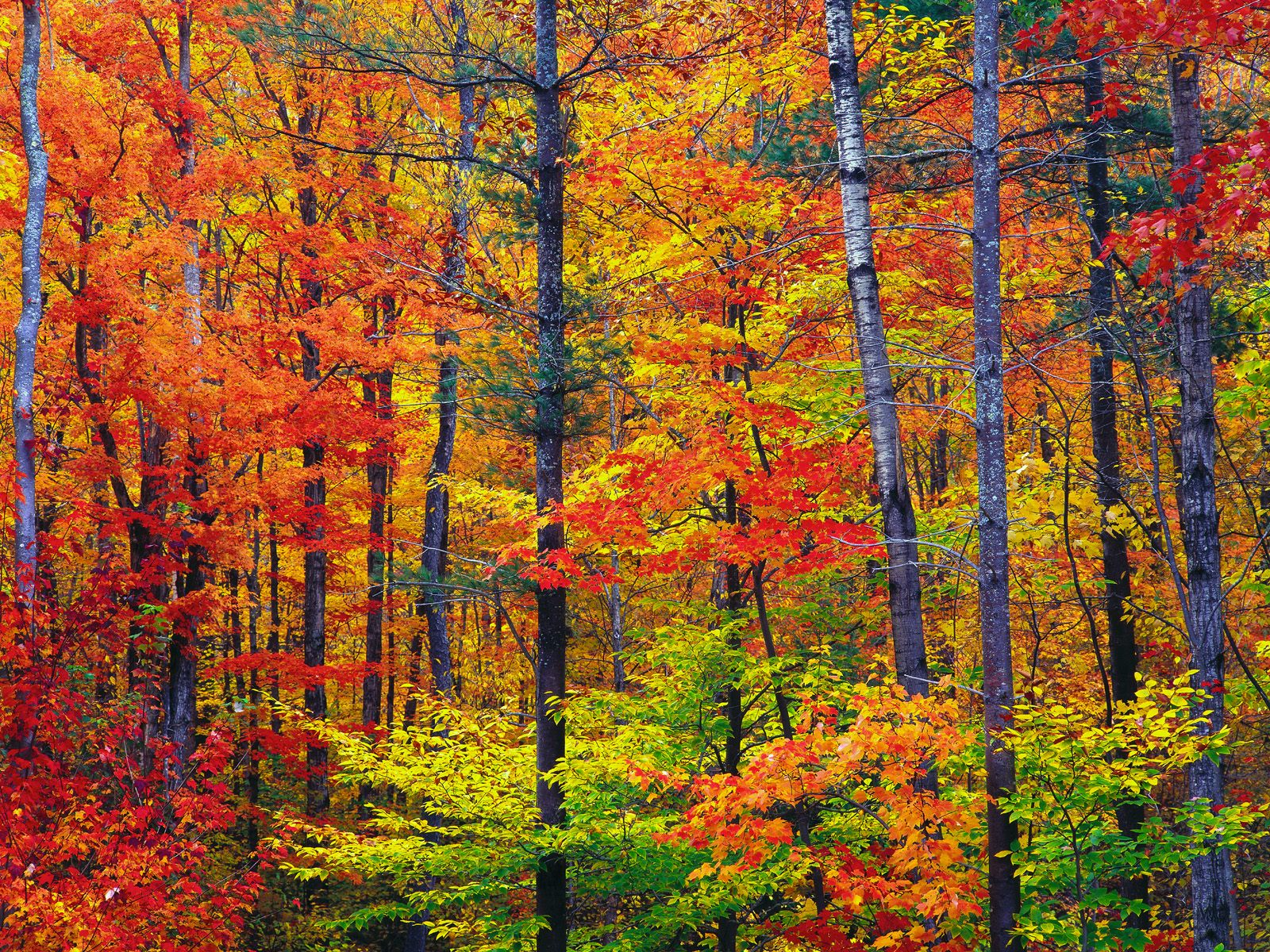
Couleurs d'automne du New Hampshire.

### Explication météorologique
À l’automne, l’ensoleillement diminue et le contraste thermique entre le pôle pointant à l’opposé du Soleil et l’équateur augmente. La circulation atmosphérique principale qui, en été, se situait surtout en région polaire, commence à se décaler vers les latitudes moyennes. Par conséquent, les dépressions météorologiques passent plus au sud (pour l’hémisphère Nord, plus au nord pour l’hémisphère Sud) et l’air froid commence à entrer sur ces régions et à donner du gel.
Toutefois, dans certaines régions du globe (États-Unis, Canada, Europe notamment), un redoux de quelques jours à plusieurs semaines peut survenir pendant la saison d'automne et la température s'élever au point de rappeler l'été. Pour cette raison, cette courte période est appelée « été de la Saint-Martin » en Europe ou « été indien ou été des Indiens » au Canada. Elle se produit en octobre ou au début de novembre dans l’hémisphère nord, et en avril ou au début mai dans l’hémisphère sud.

### Écologie, faune, flore, champignons, microorganismes

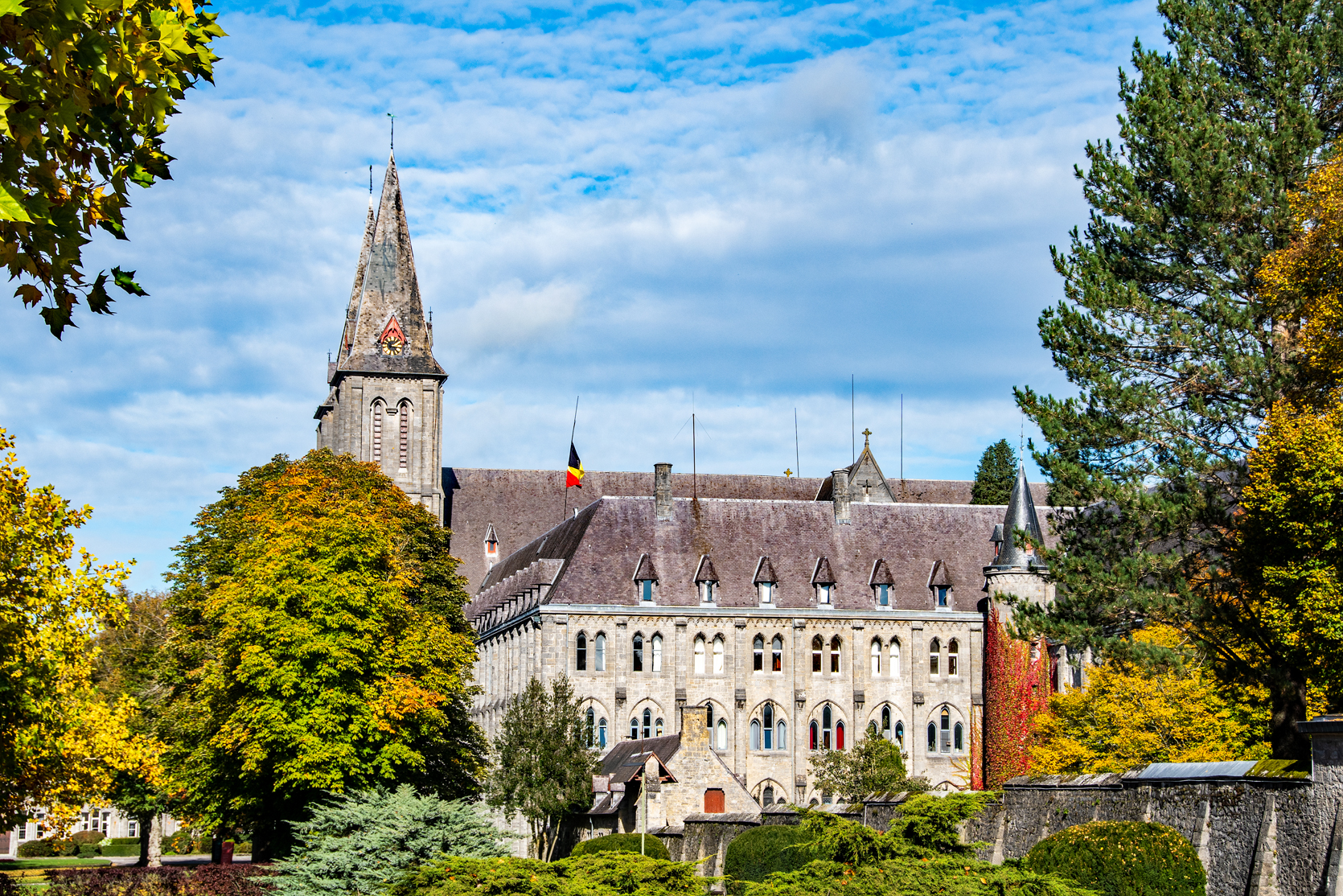
Vue de l'abbaye de Maredsous en Belgique au milieu du mois d'octobre par un temp ensoleillé.

L'automne est un moment écologiquement important, et d'autant plus marqué qu'on se rapproche des pôles (et plus long en zone tempérée). C'est notamment le moment où de nombreuses espèces se préparent à entrer en diapause pour survivre à la saison froide :
- Chez les végétaux : Dans les eaux douces, la plupart des parties vertes des plantes aquatiques meurent durant cette période où la lumière diminue et l'eau se refroidit ; elles survivront grâce à leurs graines, propagules ou racines et rhizomes. Sur Terre, les herbacées ont un métabolisme qui ralentit ou se prépare à l'hiver. Les arbres à feuilles caduques se préparent à passer en dormance pour l'hiver tandis que leurs fruits achèvent de murir, et ils font des réserves qui serviront aux bourgeons lors de la future montée de sève du printemps. Hormis quelques espèces dites marcescentes, ils perdent leurs feuilles en automne. L'arbre y a préalablement récupéré les substances utiles qui seront stockées jusqu'au début du printemps. Les feuilles, perdant la chlorophylle responsable de leur couleur verte, prennent la couleur d'autres pigments préalablement présents mais cachés par la présence de chlorophylle. Elles se colorent alors en jaune ou orange (présence de caroténoïdes), ou même rouge (présence d'anthocyanes). Ces feuilles mortes font un tapis qui protègera le sol et de nombreux petits animaux de la neige, et elles alimentent encore les vers de terre et d'autres organismes qui réintègrent leur matière au sol, si elles ne sont pas emportées vers les cours d'eau par le vent ou le ruissellement. Les écosystèmes produisent alors moins d'oxygène.
- Chez les animaux : De nombreuses espèces entament leur migration vers des régions plus chaudes (oiseaux migrateurs et nombreux insectes notamment) ou se préparent activement à hiberner ou hiverner en mangeant une nourriture riche ou en faisant des stocks pour l'hiver. Les vers de terre épidendogés se rapprochent de la surface du sol où ils profitent des feuilles mortes.
- Chez les champignons : C'est pour beaucoup d'espèces le moment de la fructification.
- Chez les microorganismes : leur métabolisme est ralenti par la baisse des températures, mais l'apport de milliards de feuilles mortes est une source de nutriment pour la biomasse discrète mais considérable de microchampignons, de micro arthropodes, nématodes, bactéries et autres microbes qui commencent à décomposer les feuilles mortes, au profit de nombreuses autres espèces et du cycle du carbone.

Selon S. Amanda et ses collègues l'automne est une saison qui a été moins étudiée que le printemps et qui est trop négligée au sein de la recherche sur les effets du dérèglement climatique, notamment dans les écosystèmes tempérés et arctiques (où les phénomènes d'asynchronismes écologiques peuvent être exacerbés). Comme cela a été bien montré pour les printemps, des changements phénologiques et de durée y sont déjà manifestes (notamment visibles sur l'imagerie satellitale). Ces changements peuvent dégrader la capacité d'espèces à se reproduire correctement, et dégrader leur capacité à réussir leurs migrations,,, et de survie hivernale des individus. Ces changements exacerbent les risques d'invasion biologique, amplifient la diffusion de pestes agricoles, et autres agents pathogènes (tiques notamment) et aggravent les taux de transmission de certaines maladies. 
Ils remanient la dynamique prédateur-proie et donc la dynamique écologique des interactions entre espèces en affectant parfois la productivité nette des écosystèmes,. Mieux comprendre les effets du dérèglement climatique sur l'automne est nécessaire pour mieux restaurer, protéger et gérer les écosystèmes et certains taxons particulièrement vulnérables en cette saison. Les observations phénologiques montrent que de même que le printemps est plus précoce depuis quelques décennies, l'automne est phénologiquement retardé,. Ainsi, si le réchauffement a accru la quantité de CO2 captée par les forêts tempérées, l'allongement de la durée de l'automne (hiver moins froid) se traduit néanmoins par des pertes de carbone dans les écosystèmes nordiques.

## Saison de récoltes
Dans l'hémisphère nord, l'automne est la saison de certaines récoltes, notamment des cultures d'été : maïs, tournesol, etc. et de nombreuses sortes de fruits de toutes sortes : pommes, poires, coings, etc., des fruits secs châtaignes, noix et noisettes, etc. et des raisins (en France par exemple, le ban des vendanges a été longtemps l'événement marquant de l'automne).
L'automne est aussi la saison des labours.

## Sens figuré
En littérature, dans un sens figuré, l'automne désigne la vieillesse ou le déclin.

## Prénom
Automne est aussi un prénom féminin.

## Arts

### Littérature
- Ode à l'automne (1819) de John Keats
- L'Automne du patriarche (1975) de Gabriel García Márquez
- Chanson d'Automne (1886), de Paul Verlaine
- Chant d'Automne (1857), de Charles Baudelaire
- Automne (1913), de Apollinaire

### Musique
L'automne a inspiré et inspire encore de nombreux artistes.
- L’Automne est l’une des Quatre Saisons de Vivaldi.
- En automne (1865) d'Edvard Grieg.
- A la faveur de l'automne (2003) de Tété
- Chanson d'automne (2004) de William Sheller  (album Épures) couleur d'automne Daniel Balavoine

### Peinture

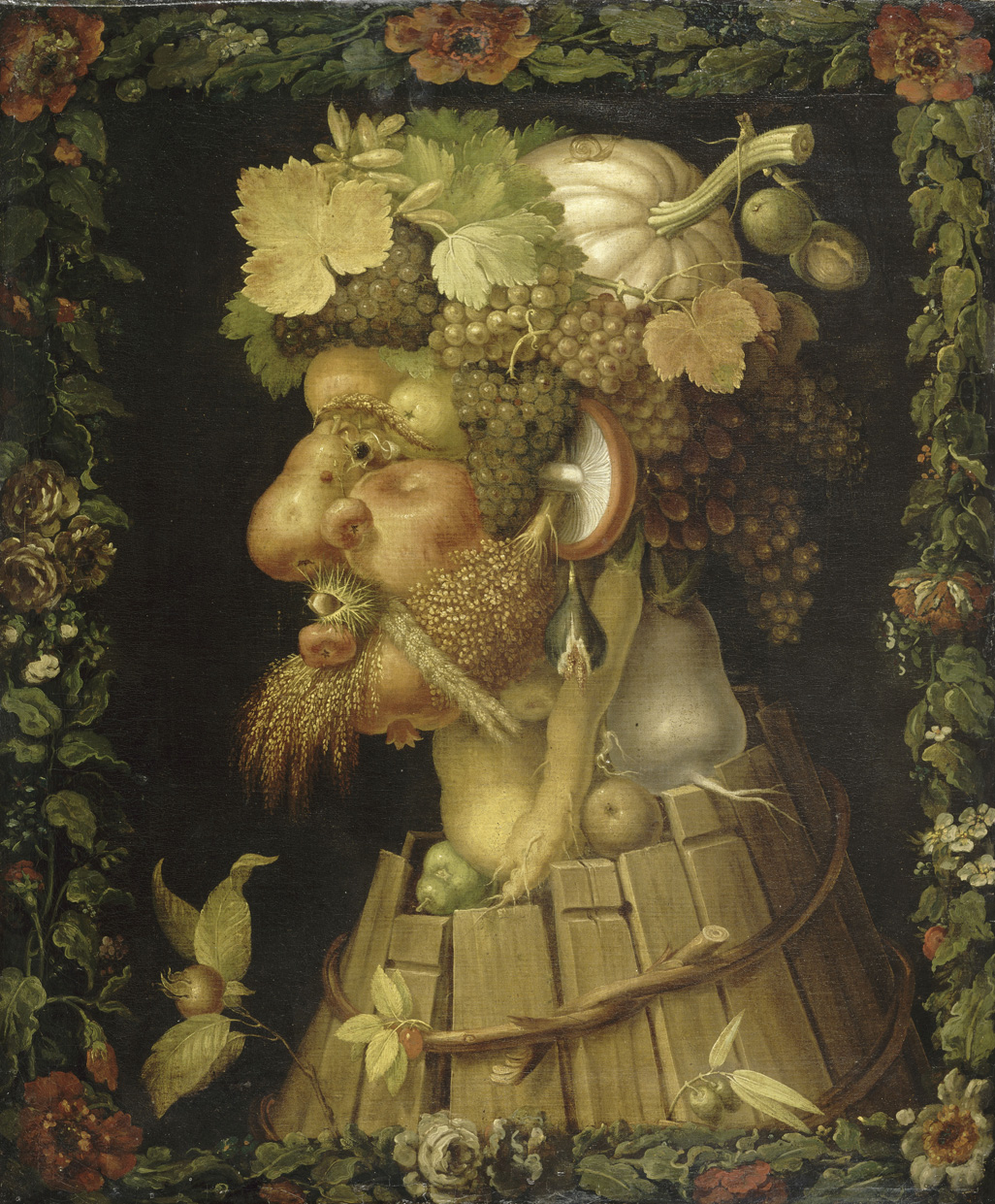
Giuseppe Arcimboldo, L’Automne, 1563.
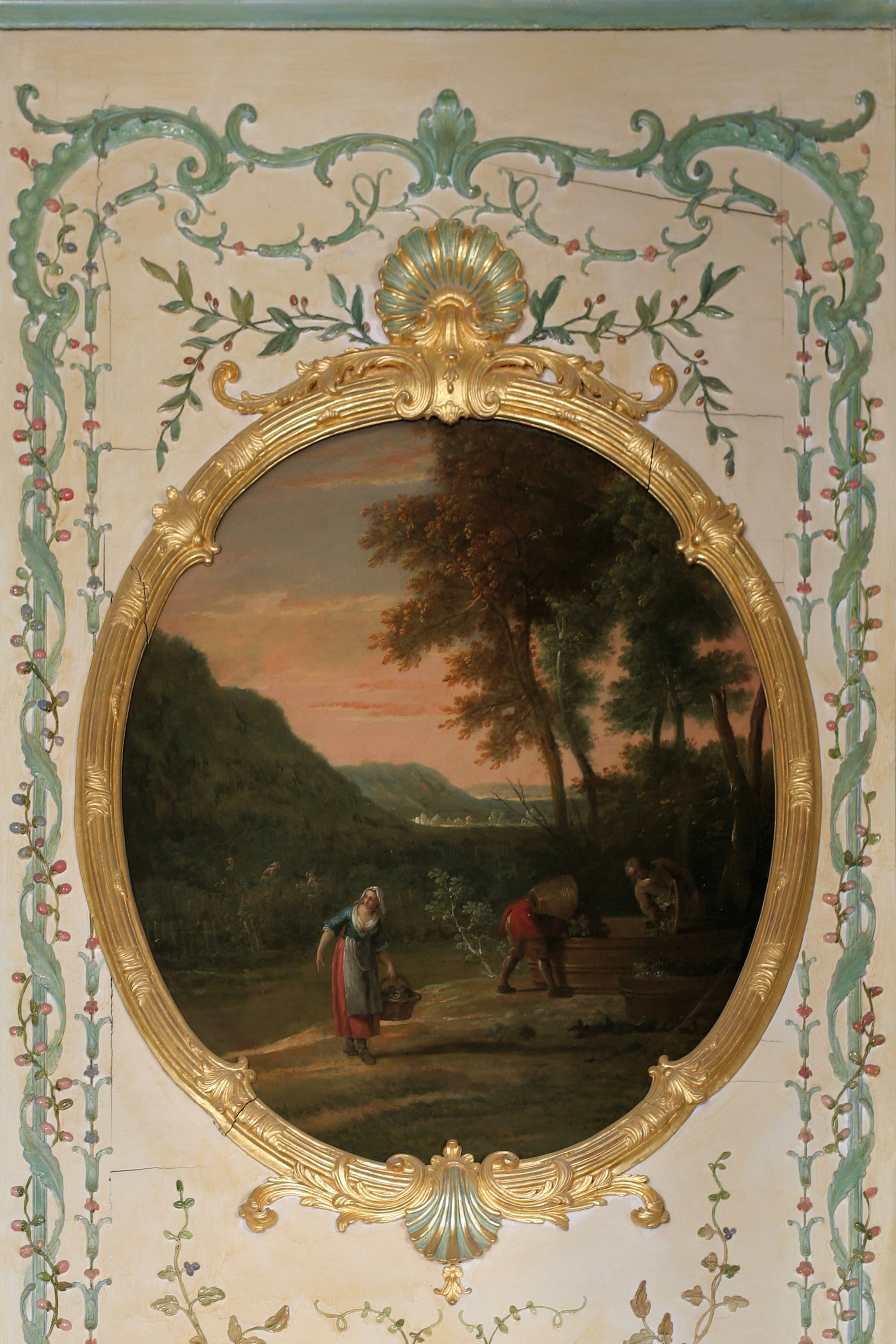
L'Automne ou Les Vendanges, de Jean-Baptiste Oudry, 1809.
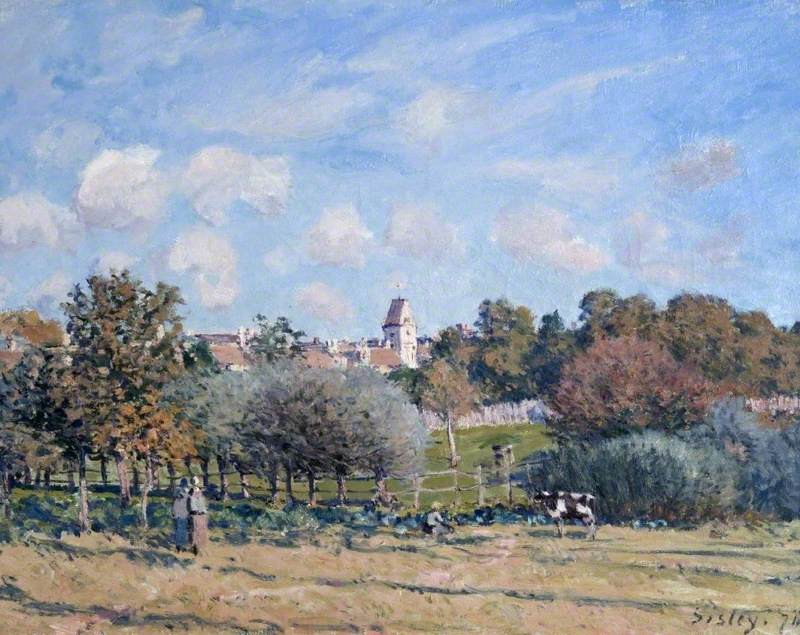
L'Église de Noisy-le-Roi, effet d'automne par Alfred Sisley, huile sur toile, 1874 (Collection Burrell).
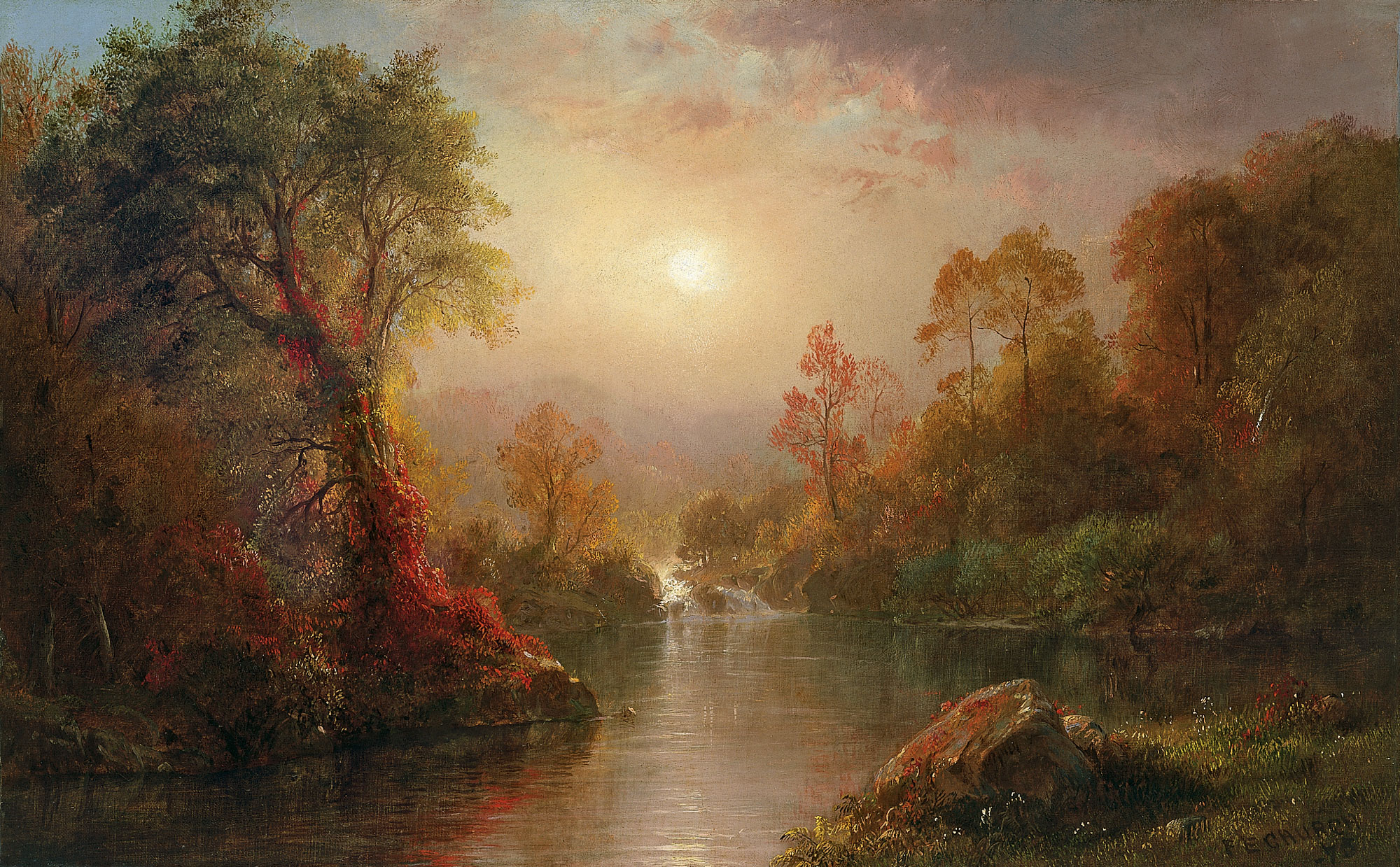
Otoño (1875), Frederic Edwin Church.
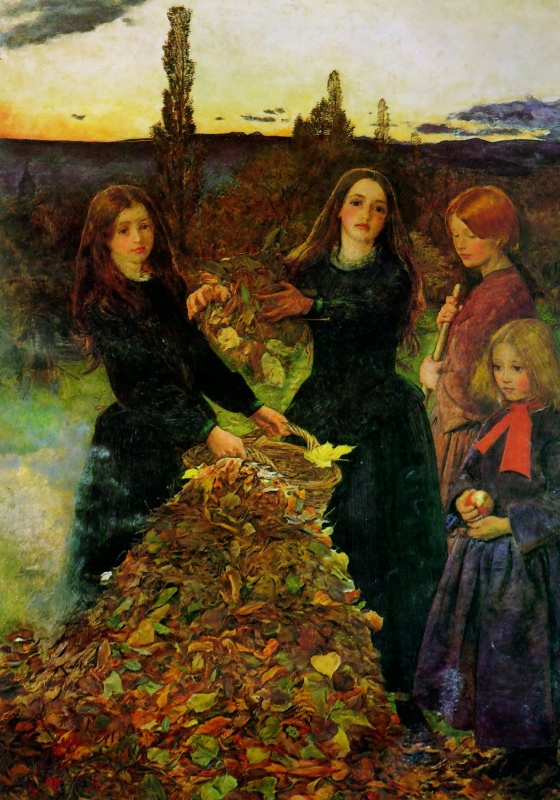
John Everett Millais (1856), Autumn Leaves.
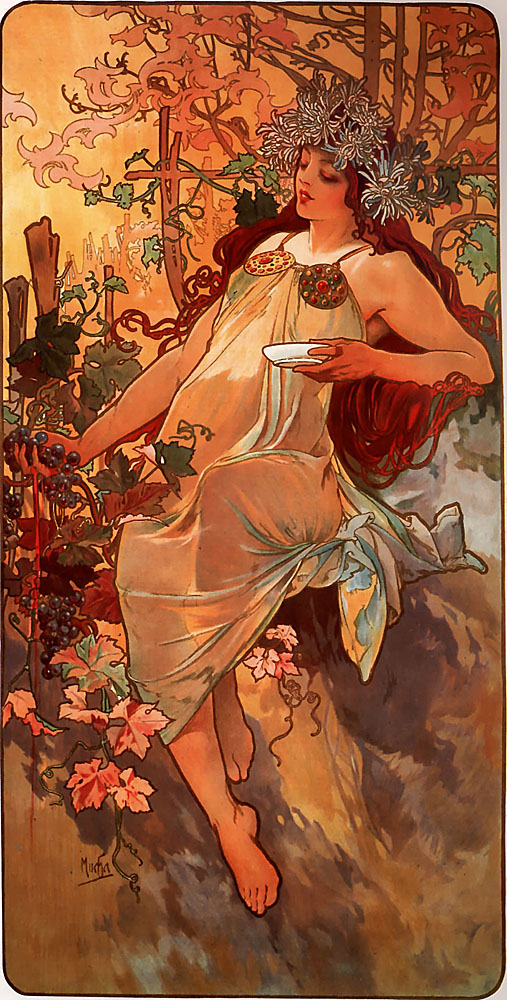
Automne (1896) par Alphonse Mucha.
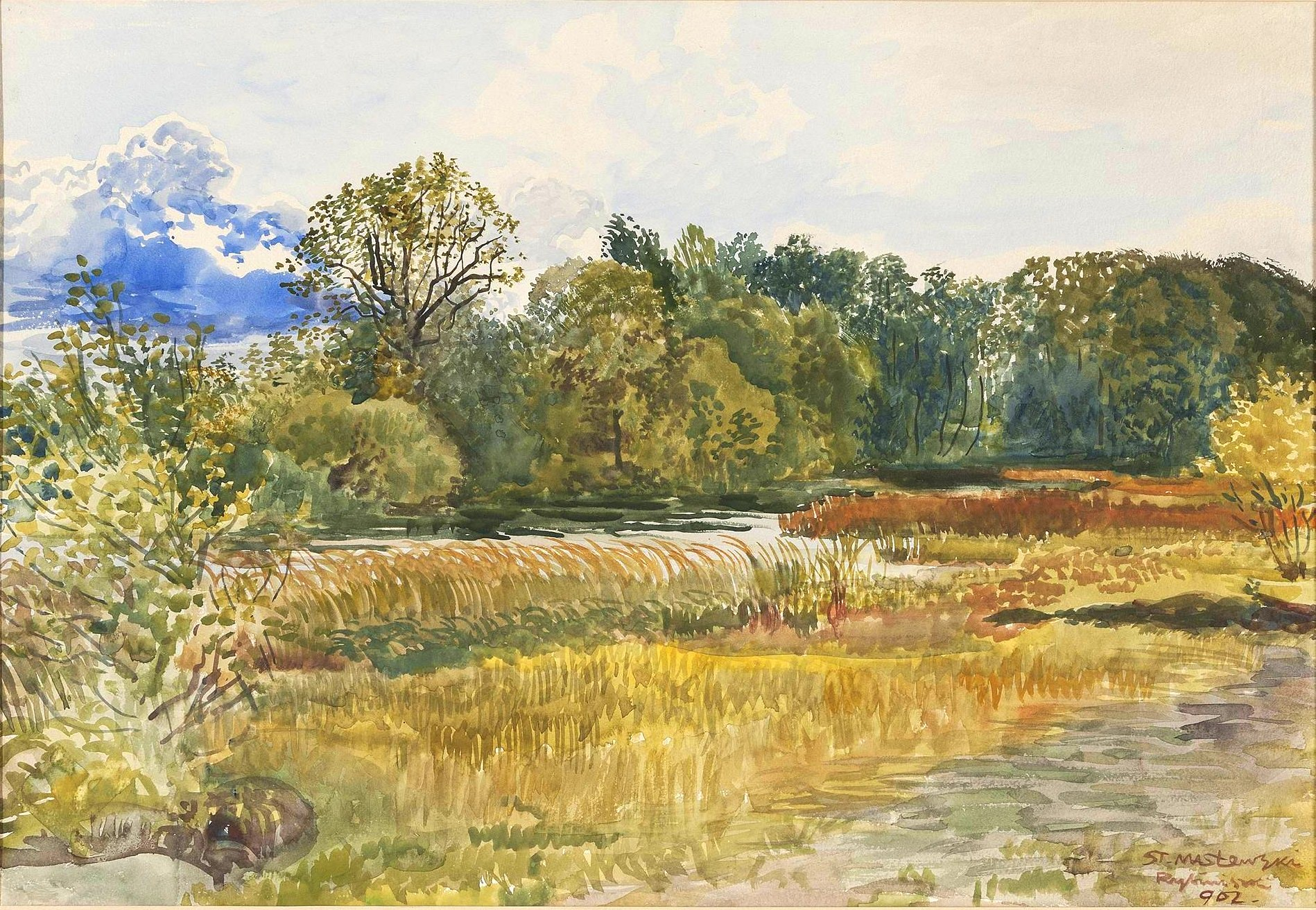
Paysage d'automne à Rybiniszki, Lettonie, aquarelle (1902) de Stanisław Masłowski (Musée national de Varsovie, Pologne).
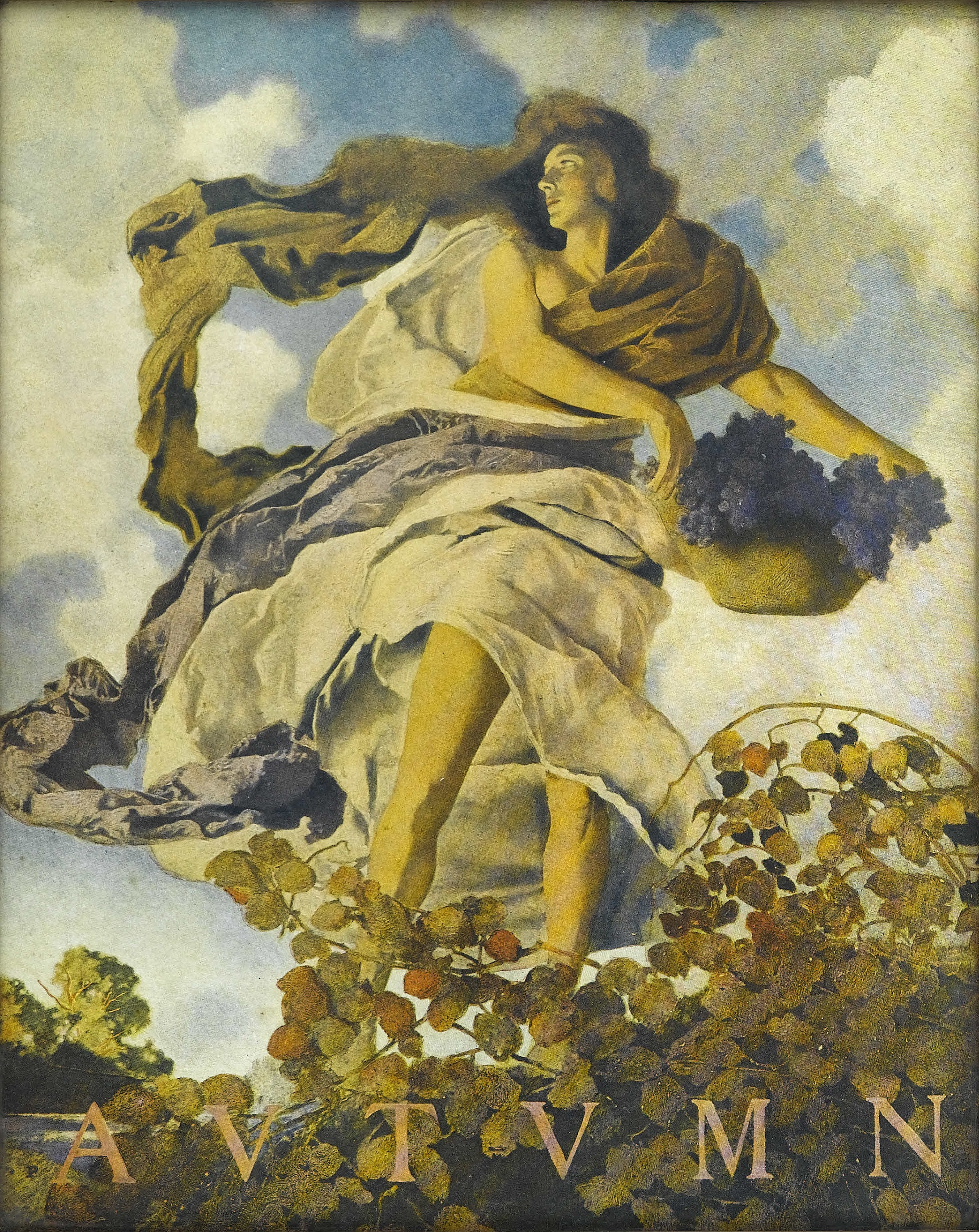
Illustration (1905) de Maxfield Parrish pour le poème de Keats : Ode à l'automne.

### Cinéma
- Autumn (Silly Symphony) (1930) de Walt Disney
- Marcel Hanoun